# Dryptosauroides
Dryptosauroides is een geslacht van vleesetende theropode dinosauriërs, behorend tot de groep van de Neoceratosauria, dat tijdens het late Krijt leefde in het gebied van het huidige India.

## Naamgeving
De typesoort Dryptosauroides grandis werd in 1932 benoemd door Friedrich von Huene en in 1933 beschreven door von Huene en Charles Alfred Matley, wat de naam geldig maakte. De geslachtsnaam betekent "gelijkvormig aan Dryptosaurus". De soortaanduiding betekent "de grote" in het Latijn.

## Fossielen en beschrijving
Fossiele fragmenten, tezamen holotype GSI IM K20/334, 609, K27/549, 601, 602, 626 vormend, zijn opgegraven in het Carnosaur Bed bij Bara Simla (Madhya Pradesh), in lagen van de Lametaformatie die stammen uit het Maastrichtien. Het gaat om een reeks van zes voorste staartwervels, die door Matley nog voor ruggenwervels waren aangezien. Ook zijn wat ribben en nekribben aan de soort toegewezen. De wervels hebben een lengte van dertien tot veertien centimeter wat wijst op een totale lichaamslengte van zo'n zes tot acht meter, een heuphoogte van twee meter en een gewicht van een kleine ton.

## Fylogenie
De plaatsing van Dryptosauroides is problematisch geweest. Von Huene wees hem toe aan de Coeluridae. In 1956 concludeerde Alfred Romer tot een Megalosauridae. Ook is wel aan de Dryptosauridae gedacht. Tegenwoordig wordt echter, mede gezien de plaats en datering van de vondst, algemeen aangenomen dat het om een lid van de Abelisauridae gaat. Vanwege de beperkte resten wordt de soort door de huidige wetenschappers een nomen dubium geacht te zijn, dat niet betrouwbaar onderscheiden kan worden van andere theropode vondsten uit de formatie, zoals Ornithomimoides mobilis.